# Jorge Vargas (futebolista)
Jorge Francisco Vargas (Santiago (Chile), 8 de fevereiro de 1976) é um futebolista profissional chileno que atuava como zagueiro.

## Carreira
Vargas integrou a Seleção Chilena de Futebol na Copa América de 1999 e na Copa América de 2007.

## Clubes
- 1995-1999:  Club Deportivo Universidad Católica
- 1999-2003:  Reggina Calcio
- 2003-2004:  Empoli F.C.
- 2004-2006:  A.S. Livorno Calcio
- 2006-:  Red Bull Salzburg